# Crkva Blagovijesti Presvete Bogorodice u Veri
Crkva Blagovijesti Presvete Bogorodice u Veri u Hrvatskoj je pravoslavna crkva, u sastavu Osječkopoljske i baranjske eparhije Srpske pravoslavne crkve, a koja je posvećena blagdanu Blagovijesti.

## Povijest
Većina zapisa vezanih za crkvu u Veri je uništena tijekom 2. svjetskog rata. Iz onog što je sačuvano postoji podatak da prvo spominjanje crkve datira iz 1732. godine, te da je bila izgrađena od drveta, oblijepljena blatom i pokrivena trskom. Razvojem sela u 18. stoljeću dolazi do zidanja nove crkve 1764. godine, koju je 1766. godine posvetio karlovački mitropolit Pavle Nenadović na blagdan Blagovijesti presvete Bogorodice. Ovaj blagdan se i danas obilježava kao crkvena i seoska slava.
Godine 1789. se osniva prva škola u Veri, a crkva i crkvena općina imaju veliki značaj u osnivanju, te ju u potpunosti izdržavaju.
Crkva je obnovljena 2000. godine.